# 고문체
고문체(古文體) 또는 의고체(擬古體)는 더 이상 일상 언어에서 사용되지 않거나, 특수한 문맥에서만 의도적으로 사용하는 어구이다. 영어로는 아르카이즘(archaism)이라고 한다. 더 나아가 문학 고문체로 분리할 수 있는데, 일상적으로 더 이상 쓰이지 않는 어휘적 고문체와 같이 더 오래된 어구의 스타일을 떠올릴 수 있다. 이렇게 어떠한 느낌을 작품에서 살리기 위해 이러한 고문체를 사용하려는 주의는 의고주의(擬古主義)라고 부른다.

## 이용
고문체는 시집, 법, 철학, 과학, 기술, 지리학, 의식 부문의 글쓰기와 발언에서 주로 발견된다.

## 예
한국어에서는 "가라사대", "할지니라" 등이 고문체의 한 예로 볼 수 있다. 영어에서는 thou, thee와 같은 대명사들을 예로 들 수 있다.

## 같이 보기
- 시대착오(아나크로니즘)
- 고전문학
- 신조어